# NGC 1538
NGC 1538 je galaksija u zviježđu Eridanu.

## Vanjske poveznice
- SEDS: NGC 1538